# IFAF Europe Champions League
La IFAF Europe Champions League è la massima competizione europea di football americano per squadre di club giocata dal 2014, istituita dalla federazione internazionale in sostituzione della European Football League.

## Team partecipanti
In grassetto i team che partecipano alla stagione in corso (o all'ultima stagione).
| Team                         | Numero Partecipazioni | Miglior piazzamento Stagione regolare     | Final Four | Titoli vinti |
| ---------------------------- | --------------------- | ----------------------------------------- | ---------- | ------------ |
| Argonautes d'Aix-en-Provence | 1                     | 2° (Gruppo Ovest) 2015                    | 0          | 0            |
| Beograd Vukovi               | 3                     | 1° (Gruppo Est) 2014 2015                 | 2          | 0            |
| Black Panthers de Thonon     | 2                     | 1° (Gruppo Sud) 2014 (Gruppo Centro) 2015 | 2          | 0            |
| Boğaziçi Sultans             | 3                     | 2° (Gruppo Est) 2014 (Gruppo Sud) 2016    | 0          | 0            |
| Budapest Wolves              | 1                     | 3° (Gruppo Centro) 2016                   | 0          | 0            |
| Carlstad Crusaders           | 4                     | 1° (Gruppo Nord) 2015                     | 1          | 1            |
| Cineplexx Blue Devils        | 1                     | 2° (Gruppo Sud) 2014                      | 0          | 0            |
| Copenhagen Towers            | 3                     | 3° (Gruppo Nord) 2015                     | 0          | 0            |
| Danube Dragons               | 1                     | 1° (Gruppo Sud) 2016                      | 1          | 0            |
| Dauphins de Nice             | 1                     | 3° (Gruppo Ovest) 2014                    | 0          | 0            |
| Helsinki Roosters            | 3                     | 1° (Gruppo Nord) 2014                     | 1          | 1            |
| Koç Rams                     | 1                     | 1° (Gruppo Est) 2016                      | 1          | 0            |
| Kragujevac Wild Boars        | 0                     |                                           | 0          | 0            |
| Lisboa Devils                | 1                     | 3° (Gruppo Sud) 2016                      | 0          | 0            |
| Ljubljana Silverhawks        | 1                     | 2° (Gruppo Est) 2015                      | 0          | 0            |
| London Blitz                 | 2                     | 1° (Gruppo Ovest) 2015                    | 1          | 0            |
| London Warriors              | 1                     |                                           | 0          | 0            |
| Moscow Patriots              | 0                     |                                           | 0          | 0            |
| Novi Sad Dukes               | 1                     | 4° (Gruppo Sud) 2016                      | 0          | 0            |
| Örebro Black Knights         | 1                     | 3° (Gruppo Nord) 2014                     | 0          | 0            |
| Osos de Rivas                | 1                     | 3° (Gruppo Ovest) 2015                    | 0          | 0            |
| Panthers Parma               | 1                     | 3° (Gruppo Sud) 2014                      | 0          | 0            |
| Panthers Wrocław             | 1                     | 1° (Gruppo Nord) 2016                     | 1          | 1            |
| Prague Lions                 | 1                     | 3° (Gruppo Nord) 2016                     | 0          | 0            |
| L'Hospitalet Pioners         | 2                     | 3° (Gruppo Centro) 2015                   | 0          | 0            |
| Sankt Petersburg Griffins    | 1                     | 3° (Gruppo Est) 2016                      | 0          | 0            |
| Seamen Milano                | 2                     | 1° (Gruppo Centro) 2016                   | 1          | 0            |
| Templiers d'Élancourt        | 1                     | 1° (Gruppo Ovest) 2014                    | 1          | 0            |
| Triangle Razorbacks          | 1                     | 2° (Gruppo Nord) 2016                     | 0          | 0            |
| Uppsala 86ers                | 1                     |                                           | 0          | 0            |

Partecipazioni comprensive della stagione 2017.

## Finali disputate
| Anno | Squadra Vincitrice | Squadra perdente | Punteggio |
| ---- | ------------------ | ---------------- | --------- |
| 2014 | Helsinki Roosters  | Beograd Vukovi   | 36-29     |
| 2015 | Carlstad Crusaders | Beograd Vukovi   | 84-49     |
| 2016 | Panthers Wrocław   | Seamen Milano    | 40-37     |
| 2017 |                    |                  |           |